# MINT (Suchmosの曲)
「MINT」（ミント）は日本のロックバンドSuchmosの楽曲。彼らの3枚目のEP「MINT CONDITION」のリード曲として2016年6月24日にSPACE SHOWER MUSICより先行配信が開始された。バンドのフロントマンYONCEとDJのKECCが中心となって書いた「MINT」は、ミディアムテンポのバラードであり、歌詞では仲間への想いが綴られてる。
「MINT」は複数の音楽批評家から肯定的評価を与えられた。また、商業的にも成功を収めており、Billboard Japan Hot 100では最高6位を記録している。付属するミュージックビデオはmaxillaが監督を務め、ジーンズブランドとして有名なリーバイスとのコラボレーションで制作された。このビデオは、MTV Video Music Awards Japanの最優秀邦楽新人アーティストビデオ賞を受賞した。

## 背景
2016年7月6日に発売された3枚目のEP「MINT CONDITION」のリード曲として発表された。2015年9月、バンドにとって最初のアルバム「THE BAY」のリリースパーティ後、ボーカルのYONCEとDJのKECCが新潟県の自動車教習所に2週間合宿に行った際に、暇を持て余して制作した曲である。KECCがコード進行のループと転調を含んだ曲のアイディアをギターで弾き語り、YONCEが鼻歌をメロディーを歌い、歌詞を付けていった。そこでCメロ以外の部分はほとんどそこで出来上がり、歌詞も新潟でほとんどが完成した。「MINT」は、「Suchmosのアンセム」を作るという意識のもと制作された。イギリスだとオアシス、アメリカだとディアンジェロのような素晴らしいパフォーマンスをするライブ・アクトを観てきて、自分たちも客と一緒になってバイブスを生み出す、テンションの高いライブをしたいという思いがずっとあった。しかし、2015年9月に行った「THE BAY」のリリースパーティは、現在のメンバーが揃って半年しか経っていなかったこともあって、バンドにとって満足できるものではなかった。そこで、最高のライブをする為に、今のバンドにとって必要なものは何かと考えた末、行きついたのが「Suchmosのアンセム」であった。その時期に観ていたオアシスのライブDVD「Live At City Of Manchester Stadium」に影響され、曲作りの段階からスケールの大きい楽曲世界と、バンドメンバー6人と会場に駆け付けた観客を描いた歌詞をイメージしながら、楽曲を作り上げていった。
曲名はハーブのミントのことである。今後バンドが変化していくなかで、「一個変わらないフレッシュな物っていうのがあったらきっと大丈夫」と歌う歌詞からきている。

## 批評家の反応
「MINT」は複数の批評家から肯定的評価を受けた。リキッドルームの上杉江美は、「そのメロディーは心が割れそうな程に幸福感を抱かせる。」と評価した。Skream!の峯大貴は、有機的な音作りでファンクに振られたグルーヴとYONCEの色気に磨きがかかった声も相まって、初期からの重要曲「Life Easy」の空気感を引き継ぎつつビルドアップさせたメロウネスが光るとコメント。ライターの金子厚武は、タワーレコードが発行する月刊音楽誌「bounce」のアルバムレビューの中で、他の収録曲と共に「ご機嫌な仕上がり」と評価した。UTALABOのfukuは、「YONCEの最たる魅力である脱力系ボイス、そして透明感とダウンビートが共存するトラックが絶妙にマッチ。」とコメントした。

## チャート成績
Billboard Japan Hot 100では、2016年7月4日付けで42位で初登場。7月11日付けで24位に上昇、そして7月18日付けで最高6位を記録した。その後、徐々に順位を下げ8月29日付けでチャート圏外となったが、2017年2月6日付けで79位で再びチャート入りした。
Billboard JAPANのラジオエアプレーチャートJapan Radio Songsでは、2016年6月27日付けで初登場88位。7月4日付けで4位にジャンプアップし、7月11日付けで4位を保った後、7月18日付けで首位を獲得した。翌7月25日付けでも首位を維持。その後、順位の下降と上昇を繰り返した後、9月26日付けでチャート圏外となった。

## ミュージックビデオ
ミュージックビデオは、東京都を拠点に活動するビジュアルプロダクションカンパニーmaxillaが手掛けた。ビデオは、アパレルメーカーでジーンズブランドとして有名なリーバイスとのコラボレーションで制作された。メンバー全員がリーバイスのジーンズを愛用していたことがきっかけで開始した企画「THE LIVE IN LEVI'S PROJECT」の一環で制作された。映像はメンバー個々のキャラクターを活かした構成で、楽曲のテーマである「ストリート」や「仲間への思い」が表現されている。撮影はメンバーそれぞれが別の場所で行い、最後に茅ヶ崎市に全員が集合した。ドラムのOKは、本人の希望で動物園で撮影したが、ビデオのイメージにそぐわないと判断され、そのシーンは全編カットされ、代わりに動物園帰りの電車のシーンが使われた。このミュージックビデオは、第15回MTV Video Music Awards Japanの最優秀邦楽新人アーティストビデオ賞を受賞した。

## チャート
| チャート（2016年）          | 最高 順位 |
| --------------------------- | --------- |
| Billboard Japan Hot 100     | 6         |
| Billboard Japan Radio Songs | 1         |